# 鄭健才
鄭健才（1925年1月14日—2017年1月7日）福建古田縣人，台灣法律學者，中華民國前司法院大法官。

## 生平
鄭健才係國防研究院畢業。1951年台灣之人事行政人員考試及1954年之司法官考試均以第一名的成績及格，考取後者以後入司法官訓練所第1期受訓；1956年結訓後，歷任地方法院、高等法院及最高法院推事（法官）、庭長等職，期間曾一度轉任司法行政部人事處處長一職，並擔任司法院法規委員會委員、律師懲戒覆議委員會委員及其他諸多委員會委員等職務。1985年，與張承韜二人以最高法院庭長之職轉任中華民國第五屆大法官，創下先例；1994年任滿離職。2004年，曾被親民黨推薦為三一九槍擊事件真相調查特別委員會委員。
在學術方面，鄭健才亦曾於大學兼授法律系課程。與已故的司法院大法官楊建華 、最高法院院長王甲乙於司法官訓練所同期受訓，又同為苦學典範，三人合著有《民事訴訟法新論》一書，而博得「三鼎甲」、「三劍客」的美名。

## 網路來源
1. ↑  .   [2023-05-09]. （原始内容存档于2023-05-09）.
2. ↑  項程鎮. . 自由時報. 2017-01-25  [2023-05-09]. （原始内容存档于2023-05-09）.
3. ↑  項程鎮. . 自由時報. 2011-10-31  [2023-05-09]. （原始内容存档于2023-05-09）.